# Чорний лебідь (книга)
The Black Swan: The Impact of the Highly Improbable (укр. Чорний лебідь: Про (не)ймовірне в реальному житті) — книга есеїста, дослідника та статистика Насіма Талеба (англ. Nassim Nicholas Taleb), в 2007 році. У книзі стверджується величезний вплив на історію рідкісних подій, які неможливо передбачити, і людська схильність знаходити прості та оманливі пояснення цих подій у ретроспективі. Це стало відоме як теорія чорного лебедя.
Окрім невизначеності, в книзі розглядаються також такі теми, як знання, естетика, способи життя, та використовуються прийоми художньої літератури для ілюстрації викладених ідей.
Книга вийшла незадовго перед початком глобальної фінансової кризи та стала великим комерційним успіхом, провівши 17 тижнів у списку бестселерів «Нью-Йорк Таймс». Перекладена на щонайменше 27 мов. Лондонська «Таймс» назвала її одною з 12 найвпливовіших книг з часів Другої світової війни. Станом на 2011 рік було продано близько 3 мільйонів примірників.

## Огляд книги
До відкриття чорних лебедів в Австралії вважалося, що лебеді бувають тільки білими. Автор використовує чорних лебедів, як метафору подій зі значними наслідками, які не можуть бути передбачені, але пост-фактум у людей виникає ілюзія їх закономірності. На думку автора, саме чорні лебеді складають історію, непередбачувану за своєю суттю. Приклади чорних лебедів у книзі: атаки 11 вересня у Нью-Йорку, поява комп'ютерів та Інтернету, Перша світова війна. Трапляються чорні лебеді і в масштабі життя однієї людини.
Книга починається з автобіографічних мотивів. Автор описує війну в Лівані (своїй батьківщині), очевидцем якої він був. Пояснює, чому читання газет не збільшує, а зменшує наше знання про світ. Для пояснення своїх ідей Насім Талеб описує уявні країни Крайністан (Extremistan) і Середністан (Mediocristan). Стверджуючи, що сучасний глобалізований світ рухається в напрямку Крайністану, де все більше значення має унікальність, Талеб піддає критиці експертне співтовариство, яке намагається передбачити те, що передбачити неможливо. Ігнорування цього факту може мати негативні наслідки в сфері прийняття рішень. Автор пропонує відмовитись від спроб передбачити майбутнє чи залежати від передбачень майбутнього у нашому професійному і приватному житті.
Книга рухається від літературного стилю в першій її половині, до більш математичного — у другій. У першій половині Талеб наводить декілька типів помилок: наративні (людська схильність вірити в історії, які ігнорують складність причинно-наслідкових зв'язків), ігрові (обмеженість релевантності теорії ігор до реального життя), ретроспективні (ілюзія можливості передбачення майбутнього на основі минулого). В аспекті прийняття рішень Талеб описує стратегію штанги, яку він використовував, будучи трейдером. Вона полягає в униканні цінних паперів з «середнім рівнем ризику», натомість він інвестує 85-90 % у малодохідні, але надійні цінні папери, а решту 10-15 у ризиковані інвестиції.
Чорні лебеді можуть мати не тільки негативний, але й позитивний вплив. Дослідженню того, як можна «приручити» чорних лебедів, присвячена наступна книга Насіма Талеба Антикрихкість, видана у 2012 році.

## Переклади українською
- Насім Ніколас Талеб. Чорний лебідь: Про (не)ймовірне в реальному житті. — Київ : Наш Формат, 2017. — 392 с. — ISBN 9786177279562.